# 萊克維爾鎮區 (愛荷華州迪金森縣)
萊克維爾鎮區（英語：Lakeville Township）是位於美國愛荷華州迪金森縣的一個行政鎮區。

## 地方資料
根據2010年美國人口普查的數據，萊克維爾鎮區的面積為94.05平方千米，當中陸地面積為81.43平方千米，而水域面積為12.62平方千米。當地共有人口1562人，而人口密度為每平方千米16.61人。